# 上曹恩山
47°6′0″N 12°22′35″E / 47.10000°N 12.37639°E

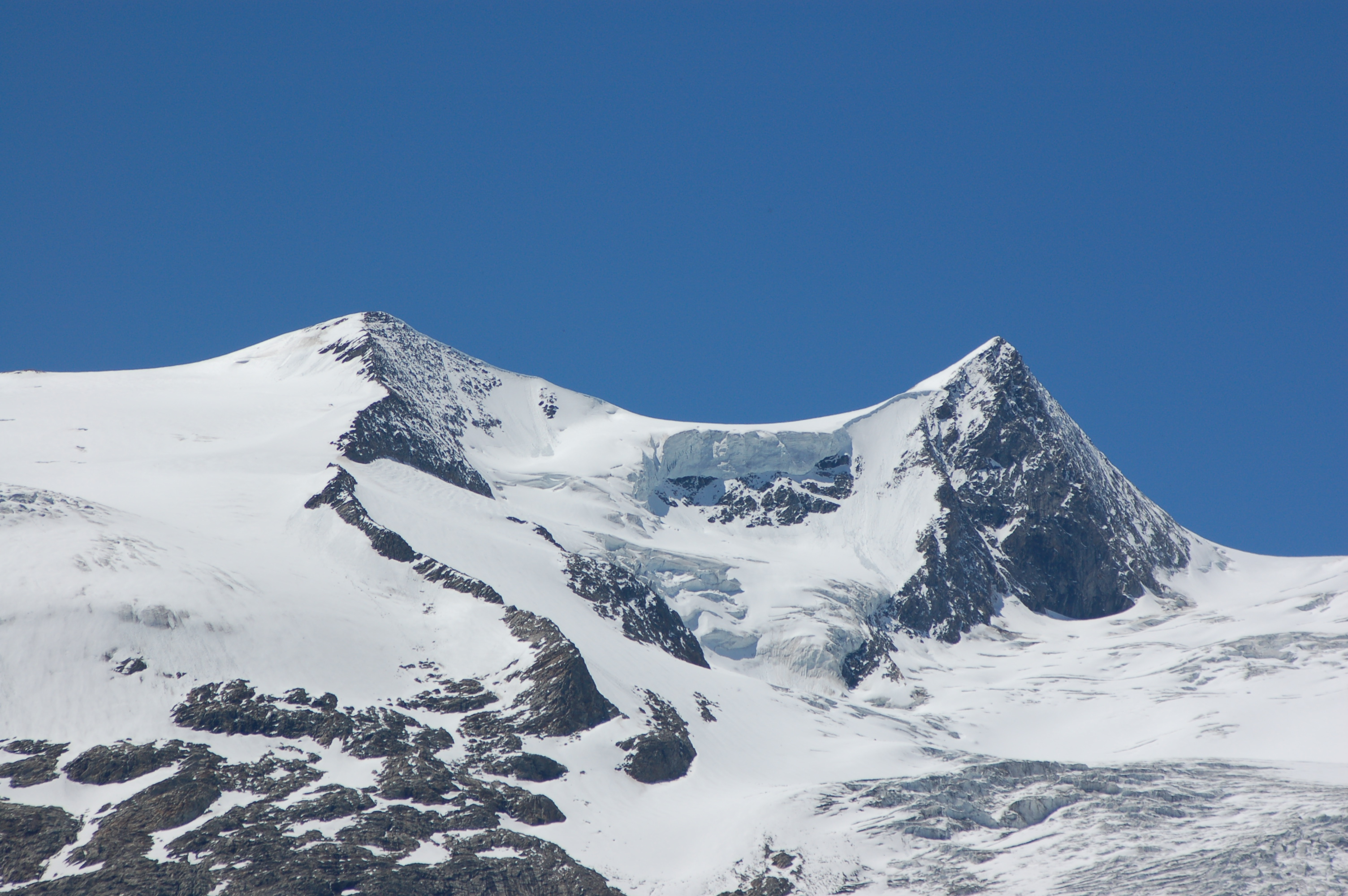

上曹恩山（德語：Hoher Zaun），是奧地利的山峰，位於該國西部，由蒂羅爾州負責管轄，屬於維內迪傑山脈的一部分，距離施瓦策萬德山0.7公里，海拔高度3,457米，每年平均降雨量1,971毫米，人類在1882年9月8日首次登頂。